# Lois Fisher-Dietzel
Lois Fisher-Dietzel (* 9. Dezember 1940 in Hartford, Connecticut; geschiedene Lois Fisher-Ruge) ist eine deutsch-amerikanische Buchautorin.

## Werdegang
Fisher studierte an der Elitehochschule Vassar College und trat im Anschluss in den Dienst der US-amerikanischen Regierung. Zunächst war sie im Peace Corps tätig, später im Stab des Präsidenten Lyndon B. Johnson. Während Recherchen für das Fernsehen lernte sie Mitte der 1960er Jahre ihren späteren Ehemann, den deutschen Fernsehjournalisten Gerd Ruge, kennen.
Als er als Auslandskorrespondent zwischen 1973 und 1976 für die Tageszeitung Die Welt aus Peking und von 1977 bis 1981 für die ARD aus Moskau berichtete, lebte sie mit ihm in China und in der Sowjetunion. Während dieser Zeit knüpfte sie vielfältige Beziehungen mit den Menschen vor Ort. Ihre Erfahrungen und Eindrücke schrieb sie in mehreren Büchern nieder. Alltag in Peking (1981) und Alltag in Moskau (1984) standen jahrelang auf den Bestsellerlisten.
Auch nach ihrer Rückkehr nach Deutschland und der Trennung von Ruge im Jahr 1986 blieb sie den Menschen in Russland verbunden. 1989 rief sie den Verein Tür zu Tür ins Leben, der insbesondere medizinische Hilfe für notleidende Menschen in Russland initiierte.
Für ihre Verdienste um die deutsch-russischen Beziehungen und das Ansehen der Bundesrepublik Deutschland im Ausland wurde sie im Juli 2004 mit dem Bundesverdienstkreuz am Bande ausgezeichnet.
Fisher ist in zweiter Ehe mit dem Mediziner Werner Dietzel (* 1937) verheiratet, mit dem sie 2003 die Fisher-Dietzel-Stiftung gegründet hat.

## Werke
- Meine armenischen Kinder. 1989
- Alltag in Peking. Eine Frau aus dem Westen erlebt das heutige China, Fischer Taschenbücher, Frankfurt am Main 1981. ISBN 3-596-23061-6
- Alltag in Moskau, Fischer Taschenbücher, Frankfurt am Main 1984. ISBN 3-596-23070-5 (Platz 1 der Spiegel-Bestsellerliste vom 7. bis zum 13. Januar 1985)
- Nadeschda heißt Hoffnung. Innenansichten aus der Sowjetunion, Econ Verlag, Düsseldorf 1987. ISBN 3-430-12786-6
- Überleben in Russland. Hoffmann und Campe 1991, ISBN 978-3455084153.
- Freiheit auf russisch. zuletzt dtv, Munchen 1997, ISBN 978-3-423-36027-2.